# Béla Varga
Béla Varga (Hungría, 2 de julio de 1888-Budapest, 4 de abril de 1969) fue un deportista húngaro especialista en lucha grecorromana donde llegó a ser medallista de bronce olímpico en Estocolmo 1912.

## Carrera deportiva
En los Juegos Olímpicos de 1912 celebrados en Estocolmo ganó la medalla de bronce en lucha grecorromana estilo peso pesado, tras el finlandés Ivar Böhling y el sueco Anders Ahlgren, ambos empatados con la medalla de plata.